# Günther Bugge
Friedrich Detlef Günther Bugge (* 23. Juli 1885 in Godesberg; † 15. Dezember 1944 in Konstanz) war ein deutscher Chemiker und Chemiehistoriker.
Bugge wurde 1908 an der Universität München in Chemie promoviert („Verbindungen von Metallsalzen mit Nitrilen und Isonitrilen“) und war danach Assistent in München, Berlin und Danzig. 1912 war er Chemiker in der Chemischen Fabrik von Heyden in Radebeul. Ab 1913 war er an der Bergakademie Clausthal und  war Redakteur der Zeitschrift für Angewandte Chemie. Ab 1918 war er der  Leiter der Bibliothek und Patentabteilung der Holzverkohlungs-Industrie AG in Konstanz. 
Bekannt wurde er als Herausgeber einer zweibändigen Sammlung von Chemiker-Biographien. Die Bände wurden 1956 und öfter nachgedruckt, wobei allerdings keine inhaltliche Überarbeitung erfolgte, so dass das Werk schon bei der Neuauflage 1956 teilweise veraltet war. Beiträge lieferte unter anderem Julius Ruska (über Zosimos aus Panopolis), Ernst Darmstaedter (über Pseudo-Geber), Eduard Farber, Georg Lockemann, Paul Walden, Wilhelm Ostwald (unter anderem über Michael Faraday), Richard Willstätter (über Adolf von Baeyer), Max Bloch (1882–1941), Ernst Julius Cohen (über Jacobus Henricus van ’t Hoff) und Otto Brunck (über Clemens Winkler). Sie reichen bis zu Emil Fischer (von Max Bergmann), Paul Ehrlich und Svante Arrhenius. Bugge schrieb unter anderem den Artikel über Martin Heinrich Klaproth. Biographische Angaben zu vielen weiteren Chemikern finden sich in den Fußnoten.
1933 wurde er stellvertretender Vorsitzender der Fachgruppe Geschichte der Chemie des VDCh.
1932 veröffentlichte er unter dem Pseudonym Philotechnicus einen Aufruf zu einer internationalen Vereinigung von Technikern, der als einer der Ursprünge des Begriffs Technokratie gilt. Die Bewegung wurde zwar 1933 von den NS-Machthabern verboten, die Idee einer vorgeblich unpolitischen Technokratie blieb aber weiter verbreitet und kam den Vorstellungen einflussreicher Kreise im nationalsozialistischen Regime entgegen.
Von ihm stammt eine Biographie des Alchemisten Leonhard Thurneysser. Er übersetzte Neu-Atlantis von Francis Bacon (1988 neu von J. Klein herausgegeben). 

## Schriften
- Herausgeber: Das Buch der Großen Chemiker, Berlin: Verlag Chemie, 2 Bände, 1929, 1930, Nachdruck Verlag Chemie 1956, 1974
  - Insgesamt sind 68 Biographien enthalten. Band 1: Von Zosimos bis Schönbein (496 S.)[6], es enthält Biographien von: Zosimos von Panopolis, Albertus Magnus, Raymundus Lullus,  Dschābir ibn Hayyān, Pseudo-Geber, Roger Bacon, Paracelsus, Andreas Libavius, Vannoccio Biringuccio, Georgius Agricola, Pseudo-Basilius Valentinus, Johan Baptista van Helmont, Robert Boyle,  Johann Rudolph Glauber, Herman Boerhaave, Georg Ernst Stahl, Carl Wilhelm Scheele, Andreas Sigismund Marggraf, Antoine Laurent de Lavoisier, Jeremias Benjamin Richter, Joseph Black, Henry Cavendish, Joseph Priestley, John Dalton, Humphry Davy, Michael Faraday, Jöns Jakob Berzelius, Joseph Louis Gay-Lussac, Claude-Louis Berthollet, Nicolas Leblanc, Étienne François Geoffroy, Joseph Louis Proust, Antoine François de Fourcroy, Louis-Nicolas Vauquelin, Louis Jacques Thénard, Martin Heinrich Klaproth, Eilhard Mitscherlich und Christian Friedrich Schönbein
  - Band 2: Von Liebig bis Arrhenius (558 S.), es enthält Biographien von: Justus Liebig, Friedrich Wöhler, Jean-Baptiste Dumas, Thomas Graham, Robert Bunsen, Charles Frédéric Gerhardt, Auguste Laurent, Charles Adolphe Wurtz, Hermann Kolbe, August Wilhelm von Hofmann, Louis Pasteur, Stanislao Cannizzaro, Marcelin Berthelot, August Kekulé, Johann Peter Grieß, Lothar Meyer, Dmitri Iwanowitsch Mendelejew, William Ramsay, William Crookes, Heinrich Caro, Adolph Frank, Adolf von Baeyer, Clemens Winkler, Georg Lunge, Heinrich von Brunck, Jacobus Henricus van ’t Hoff,  Victor Meyer, Emil Fischer, Paul Ehrlich und Svante Arrhenius.
  - Die Autoren, von denen einige zu den damals führenden Chemiehistorikern und Chemikern zählten, waren (mit den von ihnen verfassten Biographieartikeln in Klammern): Julius Ruska (Zosimos, Dschabir/Geber, Pseudo-Geber), Franz Strunz (Roger Bacon, Albertus Magnus, Raymundus Lullus, Paracelsus, van Helmont), Wilhelm Ostwald (Richter, Dalton, Davy, Faraday), Eduard Färber (Boyle, Berthollet, Proust, Berthelot, Schönbein), Otto Johannsen (Biringuccio), Henrik Gustaf Söderbaum (Berzelius), Felix Fritz (Basilius Valentinus),  Rudolf Winderlich (Liebig, Wöhler, Kekulé), Ferdinand Henrich (Dumas, Victor Meyer),  Max Speter (Boerhaave, Geoffroy der Ältere, Marggraf, Black, Lavoisier, Graham, Cannizzaro mit B. Lino Vanzetti), Otto Fuchs (Bunsen), Max Bloch (Leblanc, Fourcroy und Vauquelin, Gay-Lussac und Thenard, Gerhardt, Laurent), Günther Bugge (Klaproth, Mitscherlich, Wurtz), Georg Lockemann (Cavendish, Priestley, Scheele, Kolbe), Bernhard Lepsius (August Wilhelm von Hofmann), Richard Koch (Stahl, Pasteur, Paul Ehrlich), Hermann Großmann (Peter Grieß, Adolph Frank, Heinrich von Brunck), Paul Walden (Glauber, Lothar Meyer, Mendelejew, Ramsay), Karl Przibram (Crookes), Ernst Darmstaedter (Agricola, Heinrich Caro, Libavius), Richard Willstätter (Adolf von Baeyer), Otto Brunck (Clemens Winkler), Emil Bosshard (Georg Lunge), Ernst Julius Cohen (Van t´Hoff), Max Bergmann (Emil Fischer), Wilhelm Palmaer (Arrhenius)
- Der Alchimist. Die Geschichte Leonhard Thurneyssers, des Goldmachers von Berlin, Berlin: Wilhelm Limpert Verlag, 1939, 1944
- Schieß- und Sprengstoffe und die Männer, die sie schufen, Stuttgart: Franckh´sche Verlagshandlung, 1942